# 私が愛したギャングスター
『私が愛したギャングスター』（わたしがあいしたギャングスター、原題：Ordinary Decent Criminal）は、2000年の犯罪映画。イギリス、ドイツ、アイルランドおよびアメリカの合作（出資国を含む）。監督はアイルランド出身のサディウス・オサリヴァン。
2000年の東京国際映画祭でプレミア上映されている。

## ストーリー
マイケル・リンチはダブリンで最も悪名高い犯罪者の一人。クリスティーンとリサ（実の姉妹）の二人の妻と子供たちを愛するマイケルだが、仲間たちと共に富裕層や体制を挑発するような犯罪を繰り返していた。
マイケルと仲間たちは、カラヴァッジョの名画『キリストの逮捕』（The Taking of Christ）を盗み出すことに成功する。

## キャスト
※括弧内は日本語吹替
- マイケル・リンチ - ケヴィン・スペイシー（安原義人）
- クリスティーン・リンチ - リンダ・フィオレンティーノ（高乃麗）
- ノエル・クイグリー - スティーヴン・ディレイン（大友龍三郎）
- トニー・ブレイディ - デヴィッド・ヘイマン（小林清志）
- スティーヴィ - ピーター・マラン（鈴木勝美）
- アレック - コリン・ファレル（川津泰彦）
- リサ - ヘレン・バクセンデイル（西田絵里）
- ジェローム・ヒギンズ - ティム・ローン（田原アルノ）
- デイリー署長 - パトリック・マラハイド（池田勝）
- グローガン神父 - デイビッド・ケリー（松岡文雄）
- シェイ・カービー - ヴィンセント・リーガン
- ピーター - クリストフ・ヴァルツ（菅原淳一）
- ビリー・リンチ - ポール・ローナン（大畑伸太郎）